# Kafoumba Coulibaly
Kafoumba Coulibaly (* 26. Oktober 1985 in Abidjan) ist ein ehemaliger ivorischer Fußballspieler.

## Karriere

### Vereine
In seiner Jugend trainierte Coulibaly an der Académie de Sol Beni, einer Jugendakademie des ASEC Mimosas, ehe er dann 2003 in die erste Mannschaft wechselte. Über die Stationen KSK Beveren, FC Chonburi und BEC-Tero Sasana gelangte er 2007 nach Frankreich zum SC Bastia. In der Saison 2007/08 hatte er für Bastia 21 Einsätze in der Ligue 2, der zweiten französischen Liga. Seit der Saison 2008/09 spielt er in der Ligue 1 für OGC Nizza.
Zur Saison 2012/13 wechselte er in die türkische Süper Lig zum Aufsteiger Kasımpaşa Istanbul. Nachdem er bei seinem neuen Verein bis zur Winterpause lediglich ein Spiel absolviert hatte, verließ er zum Frühjahr Kasımpaşa wieder. Im Sommer 2013 kehrte er zu Kasımpaşa zurück und spielte hier die nächsten eineinhalb Spielzeiten lang. In der Winterpause 2014/15 löste er seinen bis zum Sommer 2015 gültigen Vertrag frühzeitig auf und verließ den Klub. Von Januar 2015 bis März 2017 war er vertrags- und vereinslos. Am 1. April 2017 unterschrieb er in Frankreich einen Vertrag beim CA Bastia. Bei dem Verein aus Bastia stand er bis zu dessen Auflösung Mitte 2017 unter Vertrag.
Am 1. Juli 2017 beendete er seine Karriere als Fußballspieler.

### Nationalmannschaft
2008 war Kafoumba Coulibaly Teil der ivorschen Olympiaauswahl und nahm an den Olympischen Sommerspielen 2008 teil. Insgesamt kam er dabei zu drei Einsätzen.

## Erfolge
BEC-Tero Sasana FC
- Singapore Cup: 2006 (Finalist)[4]